# 11 Batalion Dowodzenia
11 Batalion Dowodzenia im. gen. broni Zygmunta Sadowskiego – samodzielny pododdział Wojska Polskiego, podległy 11 Lubuskiej Dywizji Kawalerii Pancernej, stacjonujący w Żaganiu.

## Historia
W styczniu 1945 w Łodzi w ramach 11 DP sformowano Batalion Łączności, któremu w 1949 nadano nazwę 34 Batalion Łączności. 
W latach 1994–1995 Batalion rozformowano, natomiast jego rolę przejął utworzony 1 stycznia 1995 - 11 Batalion Dowodzenia. Jednostka stacjonuje w garnizonie Żagań, oficjalny adres: 68 – 100 Żagań, ul. Żarska 1.

## Zadania
Główne zadanie 11 bdow to organizacja i zabezpieczenie działania stanowiska dowodzenia 11 Dywizji. 
Batalion zapewnia łączność (w tym satelitarną i komputerową), odpowiadając za jej tajność, organizuje ochronę stanowiska oraz stwarza dla niego warunki bytowe (zakwaterowanie i wyżywienie). 
Batalion ma jeden z najwyższych w Wojsku Polskim wskaźników służby kobiet (niemal 10 procent).

## Wyposażenie
Na wyposażeniu jednostki pozostają m.in. terminale satelitarne oraz wozy łączności i dowodzenia ZWD-3, WWK-10C i RWŁC-10T, MMSD (Mobilny Moduł Stanowiska Dowodzenia) na podwoziu Jelcza.

## Dowódcy
- ppłk Tadeusz Szulc
- ppłk Wiesław Ląg
- ppłk Kazimierz Mączka
- ppłk Maciej Kowalski
- ppłk Dariusz Lesiuk
- ppłk Ireneusz Mika